# Bonding (seriál)
Bonding (též uváděno jako BONDiNG) j americký černohumorný televizní seriál, který měl premiéru 24. dubna 2019 na Netflixu. V hlavních rolích se objevili Zoe Levin, Brendan Scannell, Micah Stock, Theo Stockman a Nana Mensah. Dne 16. ledna 2020 bylo oznámeno, že je druhá řada seriálu ve výrobě; její premiéra proběhla 27. ledna 2021.
Příběh seriálu Bonding je volně inspirován osobními zkušenostmi tvůrce a režiséra Rightora Doyla. V červenci 2021 byl seriál zrušen po dvou řadách.

## Synopse
Hlavní hrdinkou seriálu je Tiffany, studentka psychologie na Newyorské univerzitě, která po večerech pracuje jako domina. Tiffany zkontaktuje svého bývalého spolužáka ze střední školy, homosexuála Peta a poprosí ho, aby se stal jejím asistentem. Setkají se v Manhattanu, kde Pete pracuje jako číšník. Ten se zároveň touží stát stand-up komikem, ale má strach z vystupování na veřejnosti. Tiff se snaží skloubit svůj osobní život se školou a prací a seznamuje Peta se sadomasochismem a BDSM, jež mu pomáhá s postupným osvobozením v jeho životě.

## Obsazení

### Hlavní role
| Zoe Levin        | Tiffany „Tiff“ Chester / Mistress May                                |
| Brendan Scannell | Peter „Pete“ Devin / Carter nebo též Master Carter                   |
| Micah Stock      | Doug, Tiffanin spolužák a později přítel (2. řada, 1. řada vedlejší) |
| Theo Stockman    | Josh, Peteův přítel (2. řada, 1. řada vedlejší)                      |
| Nana Mensah      | Mistress Mira, mentorka Tiffany a Peta (2. řada)                     |

### Vedlejší role
| Matthew Wilkas   | Rolph, Tiffanin klient a sluha                 |
| Alex Hurt        | Frank, Peteův spolubydlící                     |
| Gabrielle Ryan   | Portia, Frankova přítelkyně                    |
| Alysha Umphress  | Murphy, stand-up komička a Petova kamarádka    |
| Kevin Kane       | profesor Charles, Tiffanin vyučující (1. řada) |
| Stephanie Styles | Kate, Tiffanina spolužačka (1. řada)           |
| Charles Gould    | Fred, Tiffanin klient                          |

### Hostující role
| Jade Elysan         | Cat Dom (1. řada)                   |
| Stephen Reich       | Trevor, nebezpečný klient (1. řada) |
| D'Arcy Carden       | Daphne, klientka (1. řada)          |
| Amy Bettina         | Chelsea                             |
| Eric Berryman       | Andy, manžel Daphne (1. řada)       |
| Kevin Kilner        | MJP (2. řada)                       |
| Nico Evers-Swindell | Martin (2. řada)                    |

## Seznam dílů

### První řada (2019)
| Č. v seriálu | Č. v řadě | Původní název                 | Český název                      | Režie         | Scénář        | Premiéra na Netflixu |
| ------------ | --------- | ----------------------------- | -------------------------------- | ------------- | ------------- | -------------------- |
| 1            | 1         | Old Friends, New Names        | Staří přátelé, nová jména        | Rightor Doyle | Rightor Doyle | 24. dubna 2019       |
| 2            | 2         | Pete Shy                      | Pete Shy                         | Rightor Doyle | Rightor Doyle | 24. dubna 2019       |
| 3            | 3         | The Past is Not Always Behind | Minulost nemáme vždycky za sebou | Rightor Doyle | Rightor Doyle | 24. dubna 2019       |
| 4            | 4         | Let's Get Physical            | Pojďme na věc                    | Rightor Doyle | Rightor Doyle | 24. dubna 2019       |
| 5            | 5         | Double Date                   | Dvojité rande                    | Rightor Doyle | Rightor Doyle | 24. dubna 2019       |
| 6            | 6         | Penguins                      | Tučňáci                          | Rightor Doyle | Rightor Doyle | 24. dubna 2019       |
| 7            | 7         | Into The Woods                | Do lesa                          | Rightor Doyle | Rightor Doyle | 24. dubna 2019       |

### Druhá řada (2021)
| Č. v seriálu | Č. v řadě | Původní název              | Český název      | Režie         | Scénář                      | Premiéra na Netflixu |
| ------------ | --------- | -------------------------- | ---------------- | ------------- | --------------------------- | -------------------- |
| 8            | 1         | The Kinks                  | Úchylky          | Rightor Doyle | Rightor Doyle               | 27. ledna 2021       |
| 9            | 2         | Dog Days                   | Pod psa          | Rightor Doyle | Rightor Doyle a Olivia Troy | 27. ledna 2021       |
| 10           | 3         | Personal                   | Osobní           | Rightor Doyle | Rightor Doyle a Nana Mensah | 27. ledna 2021       |
| 11           | 4         | Threesomes                 | Trojky           | Rightor Doyle | Rightor Doyle               | 27. ledna 2021       |
| 12           | 5         | Nanci                      | Nanci            | Rightor Doyle | Rightor Doyle a Nana Mensah | 27. ledna 2021       |
| 13           | 6         | The Lost Egg               | Ztracené vajíčko | Rightor Doyle | Rightor Doyle a Olivia Troy | 27. ledna 2021       |
| 14           | 7         | Stand Me Up, Stand Me Down | Nahoře i dole    | Rightor Doyle | Rightor Doyle               | 27. ledna 2021       |
| 15           | 8         | Permission                 | Svolení          | Rightor Doyle | Rightor Doyle               | 27. ledna 2021       |

## Produkce

### Vývoj
Dne 14. prosince 2018 Netflix oznámil, že plánuje produkovat sedmidílnou první řadu nového seriálu, který vytvořil Rightor Doyle, jenž je mimo jiné také jeho výkonným producentem. Dalšími výkonnými producenty jsou Dara Gordon, Jacob Perlin, Nina Soriano, Tom Schembri a David Sigurani. Seriál produkovaly společnosti Blackpills a Anonymous Content. Dne 16. ledna 2020 Netflix objednal druhou řadu čítající osm epizod. Dne 2. července 2021 Netflix ohlásil, že zrušil seriál po dvou řadách.

### Casting
V podobnou dobu kdy se oznámilo, že seriál vydá Netflix, byli do hlavních rolí obsazeni Zoe Levin a Brendan Scannell.

## Vydání
Netflix vydal 22. dubna 2019 oficiální trailer k seriálu.